# Пуссен, Гаэтан
Гаэта́н Пуссе́н (фр. Gaëtan Poussin; род. 13 января 1999, Ле-Ман) — французский футболист, вратарь клуба «Реал Сарагоса».

## Клубная карьера
Пуссен — воспитанник клубов «Ферто», «Ле-Ман» и «Бордо». В 2018 году в поединке Кубка Франции против «Дижона» Гаэтан дебютировал за основной состав последних. 24 мая 2019 года в матче против «Кана» он дебютировал в Лиге 2. 

## Международная карьера
В 2016 года в составе юношеской сборной Франции Пуссен принял участие в юношеском чемпионате Европы в Азербайджане. На турнире он сыграл в матчах против команд Англии и Дании.